# Nuttige lading
De nuttige lading (ook wel draagvermogen, vrachtcapaciteit, payload) van een draagraket is datgene wat met die raket in de gewenste baan of koers omhoog kan worden gebracht, of de massa daarvan. De nuttige lading kan bijvoorbeeld bestaan uit een ruimtesonde, een kunstmatige satelliet, een ruimtecapsule, een springkop of vracht.
De maximale nuttige lading hangt uiteraard af van de gebruikte raket, maar ook van de gewenste baan. Zo kan met de Ariane 5 zo'n 21 ton in een lage baan om de Aarde worden gebracht, maar voor de veel hoger gelegen geostationaire baan is dat slechts zo'n 12 ton.
Wanneer een rakettrap in de ruimte is bij te tanken zal de nuttige lading naar hogere banen of verdere objecten niet afnemen ten opzichte van een lage baan om de aarde. Anno 2022 is SpaceX' Starship het enige concrete ontwerp waaraan wordt gewerkt dat over deze techniek moet gaan beschikken. Eerder werkte ook United Launch Alliance aan een rakettrap genaamd ACES voor de Vulcan die in de ruimte bijtankbaar moest worden. Dit plan werd bevroren toen er nog geen markt voor bleek te zijn. Het landen van een rakettrap, zoals de Falcon 9 doet, maakt een rakettrap herbruikbaar en daarmee goedkoper in het gebruik maar het gaat wel ten koste van de nuttige lading.